# Coprinopsis variegata
Coprinopsis variegata es una especie de hongo de la familia Psathyrellaceae. Distribuido en el este de América del Norte, es un hongo de tamaño mediano, con sombrero aplanado o acampanado de hasta 7.5 cm (3-0 in) de diámetro, y con escamas irregulares similares al fieltro. Las láminas, inicialmente blancas, se tornan negras en la madurez y, finalmente, se disuelven en una «tinta» negra. Los cuerpos frutificantes crecen en racimos o grupos en la hojarasca o madera podrida, aunque la madera puede estar enterrada, dándole la apariencia de que crece en el suelo. El hongo se encuentra en los Estados Unidos, en zonas al este de las Grandes Llanuras. Coprinus ebulbosus y Coprinus quadrifidus son nombres asignados por Charles Horton Peck a lo que él creía que eran especies distintas de C. variegata; más tarde se demostró que representaban la misma especie, y ahora son sinónimos. El hongo no es recomendable para el consumo, y se ha demostrado que causa reacciones alérgicas en individuos susceptibles.

## Descripción
El sombrero de C. variegata es delgado, aunque en un principio tiene forma ovalada o de campana, luego se aplana y el borde se dobla hacia arriba; alcanza diámetros de hasta 30.5 cm (12 in). Cuando es joven, la superficie del sombrero está cubierta con un velo lanoso de color blanquecino o amarillento que se fragmenta en escamas de corta vida; este proceso revela una superficie gris a marrón grisáceo. Las láminas son largas, delgadas, muy cercas unas de otras, y separadas del estipe. Inicialmente son blancas, pero cambian a un púrpura-marrón oscuro cuando las esporas maduran. El estepe es hueco, blanquecino,  tiene 10.2-30.5 cm (4-12 in) y hasta 1 cm (0.4 in) de espesor. Tiene más o menos la misma anchura en todo el estipe, y puede tener un anillo algodonoso presente cerca de la base. Los grupos de cuerpos fructificantes tienen una masa de cordones del micelio en la base, llamada ozonio.

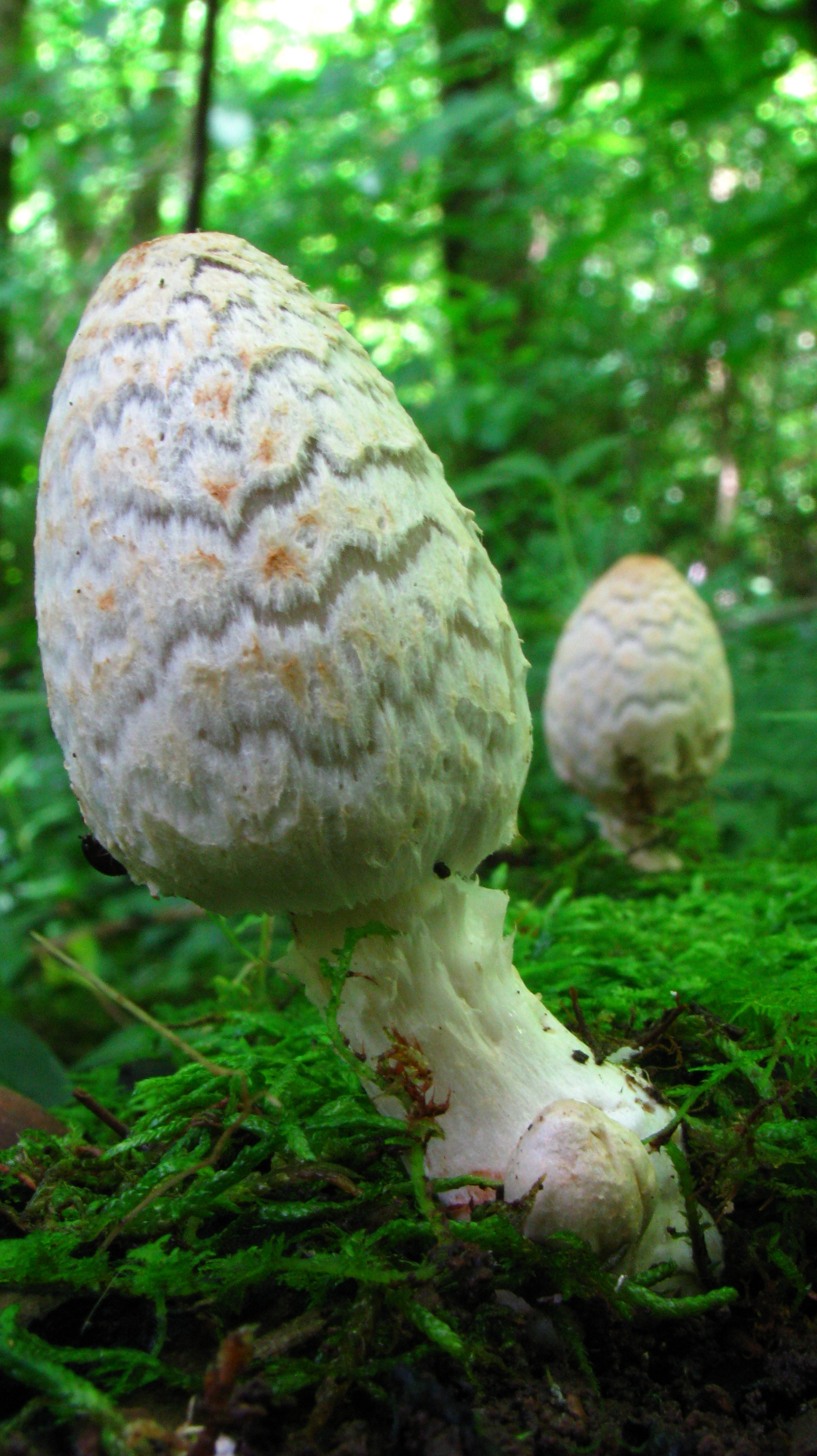
Los cuerpos fructificantes jóvenes tienen forma ovalada o de huevo.

En la esporada, las esporas son de color marrón oscuro. Se puede utilizar un microscopio de luz para revelar más características de las esporas, incluyendo la superficie lisa, de color marrón oscuro, una forma elipsoide en la vista frontal y una forma de huevo en la vista lateral, y dimensiones de 7.5-9.5 x 4-4.5 µm. El ápice de la espora parece cortado debido a la presencia de un poro germinativo. Los basidios (células portadoras de esporas) son hialinas (translúcidas), con unas dimensiones de 14-16 x 6.5-7.5 µm. Las paráfisis tiene 11.9 x 8.10 µm, son hialinas y colapsan con facilidad. Los pleurocistidios (cistidios presentes en la parte de las láminas) son abundantes, más o menos cilíndricos, hialinos, y miden 100-150 x 20-35 µm. Los cheilocistidios (cistidios en el borde de una lámina) están presentes en los ejemplares jóvenes, son más o menos elipsoidales, y miden 50-80 x 15-25 µm. Las fíbulas son abundantes en las hifas de todos los tejidos a lo largo del cuerpo de la basidiocarpo.
La comestibilidad de C. variegata no ha sido establecida con claridad, y las opiniones difieren en cuanto a si es conveniente consumirla. Una guía de campo de 1987 sobre las especies de América del Norte advierte sobre el consumo, que calificó de «no recomendado»; una conclusión compartida en una guía de campo de 2006 de setas de Pensilvania y del Atlántico medio, pero sin antes describiéndolo como «la mejor de los sombreros manchados de tinta [nombre común en inglés para los miembros de Coprinopsis], con un sabor más rico y mejor textura de la famosa crin lanuda [Coprinus comatus]». El sabor amargo del hongo no se considera tóxico. Sin embargo, los cuerpos fructificantes son sospechosos de contener la coprina (compuesto químico imitador al Antabuse), que provoca una reacción de envenenamiento cuando se consume con alcohol. Además, los casos de reacciones alérgicas por el contacto con extractos de tejidos de hongos han sido reportados en pruebas cutáneas.

## Taxonomía

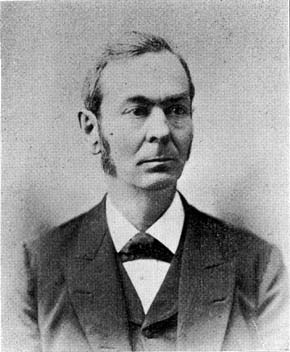
Actualmente, tres especies descritas por Peck son consideradas sinónimas de Coprinopsis variegata.

El micólogo estadounidense Charles Horton Peck describió tres especies en un transcurso de 24 años: la primera, Coprinus variegata (1873), seguida más tarde por C. ebulbosus (1895), y finalmente C. quadrifidus  (1897). Inicialmente C. ebulbosus se consideró una variedad de la especie europea Coprinus picaceus (Bull. ex Fr.) S.F.Gray (actualmente conocida como Coprinopsis picacea). Cuatro años más tarde, Peck publicó una descripción más completa de la var. ebulbosus y la elevó al rango de especie, al haber encontrado que difieren sistemáticamente de C. picaceus por su estatura inferior, la falta de una base bulbosa en el estipe, y esporas más pequeñas.
Las tres especies descritas por Peck se distinguen gracias a las características físicas que se encontraron más tarde. En términos de caracteres microscópicos, el tamaño de las esporas no era lo suficientemente diferente entre ellos como para ser utilizado en caracteres taxonómicos estrictos. Más tarde, los investigadores de la flora fúngica norteamericana tenían dificultades en la interpretación de los conceptos de Peck de estos tres taxones y en la confirmación de su presencia en sus investigaciones regionales. Por ejemplo, Charles McIlvaine (1902), Miron Elisha Hard (1908), y Walter Byron McDougall (1925) reportaron (en calidad de variedad o especie) únicamente a C. ebulbosus. Guy Richard Bisby (1938), Clyde Martin Christensen (1946), Alexander Hanchett Smith (1958), y James Walton Groves (1962) mencionaron en contadas ocasiones a C. quadrifidus. Tanto Calvin Henry Kauffman (1918) y Verne Ovid Graham (1944) describieron a C. ebulbosus y C. quadrifidus; Graham, sin embargo, solo incluyó a C. quadrifidus en su clave para sus descripciones de especies de Coprinus. En 1979, W. Patrick publicó un análisis comparativo de los tres taxones al revisar el material de Peck, y, después de concluir que los tres no eran suficientemente distintos para ser considerados especies independientes, los redujo a sinónimos de Coprinopsis variegata.

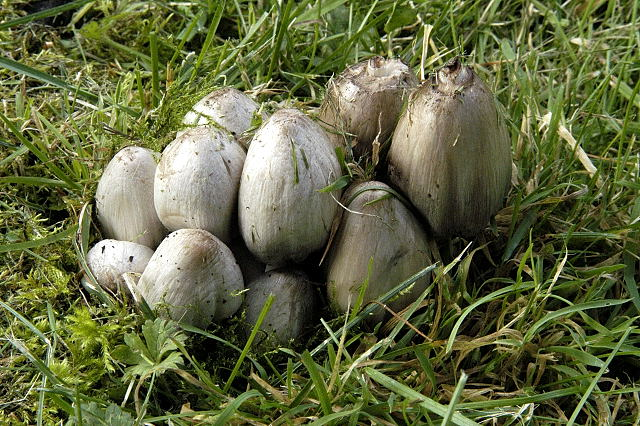
Coprinopsis.atramentaria.

El epíteto específico variegata  deriva del participio pasivo del verbo latino variegatus y significa «poseer diferentes colores, jaspear». El nombre de uno de los sinónimos, quadrifidus, se refiere a los cuatro segmentos en los que, comúnmente, el sombrero se divide cuando madura, mientras ebulbosus significa «no ser bulbosa». Coprinus atramentarius es una especie cosmopolita, es más o menos similar en tamaño, color y altura, pero no tiene penachos lanudos irregulares en el sombrero como C. variegata.

## Ecología, hábitat y distribución
La especie es sapróbica —obtiene sus nutrientes de la descomposición y digestión de la materia orgánica— y crece en grupos sobre la hojarasca en descomposición o madera bien podrida. Es común que fructifique en un estrecho margen de junio a julio; en la primavera y principios del verano la fructificación se distingue de la Coprinus comatus y Coprinopsis atramentaria (más comunes), que produce cuerpos fructificantes a finales de otoño. Se encuentra en los Estados Unidos, en áreas al este de las Grandes Llanuras.
Coprinopsis variegata puede atacar a las bacterias del suelo, como especies de los géneros Pseudomonas y Agrobacterium, y utilizarlas como fuentes de nutrientes. El hongo consigue esto mediante el crecimiento de hifas especializadas en el control de las bacterias, la detección de ellos con algún mecanismo quimioatrayente todavía no es comprendido por completo. El hongo secrega compuestos para digerir las bacterias mientras crecen las hifas de asimilación para absorber los nutrientes. El proceso es relativamente rápido, y las colonias bacterianas puede asimilarse en menos de 24 horas.